# Символ гривны
Символ гривны, или знак гривны (₴) — типографский символ, который входит в группу «Символы валют» (англ. Currency Symbols) стандарта Юникод: оригинальное название — Hryvnia sign (англ.); код — U+20B4. Используется для обозначения национальной валюты Украины — гривны.
Характерные символы, выполняющие эти функции: ₴ • грн. Кроме того, для краткого представления гривны используются коды стандарта ISO 4217: UAH и 980.

## Начертание
Символ «₴» представляет собой рукописный вариант строчной кириллической буквы «г» с двумя параллельными горизонтальными штрихами, символизирующими стабильность, как и в знаках других валют, например, в символе «¥ (иены)» и «€ (евро)». Образован от названия денежной единицы «гривна» на украинском языке (укр. гривня).
Символ гривны почти идентичен символу древнеримской единицы массы половины секстулы (𐆔). Внешне разница лишь в количестве горизонтальных чёрточек: у знака гривны их две, у древнеримской единицы веса — одна.

## Использование в качестве сокращения названий денежных единиц
Знак «₴» был представлен в качестве символа украинской гривны 1 марта 2004 года. Дизайн символа был выбран в ходе конкурса, проведенного Национальным банком Украины в 2003 году. Знак был включён в стандарт Юникод версии 4.1, опубликованной в 2005 году. Он присутствует в Windows на клавиатурной раскладке «Украинская расширенная», начиная с версии Vista. Также знак гривны можно набирать в iOS, если в настройке «Настройки → Основные → Язык и регион → Регион» выбрать «Украина».
Графический символ гривны присутствует в форме светлого водяного знака на купюрах номиналом 1 и 500 гривен (банкноты образца 2006 года), а также 200 гривен (образца 2007 года).
У украинской гривны существует и другое общеупотребимое сокращение — «грн», используемое как в украинском, так и в русском языках. Сокращения «гр.», «грвн.» и «грв.» считаются ошибкой.